# Sury-en-Vaux
Sury-en-Vaux – miejscowość i gmina we Francji, w Regionie Centralnym, w departamencie Cher.
Według danych na rok 1990 gminę zamieszkiwało 686 osób, a gęstość zaludnienia wynosiła 43 osoby/km² (wśród 1842 gmin Centre, Sury-en-Vaux plasuje się na 554. miejscu pod względem liczby ludności, natomiast pod względem powierzchni na miejscu 838.).